# Max Rieder (Architekt)

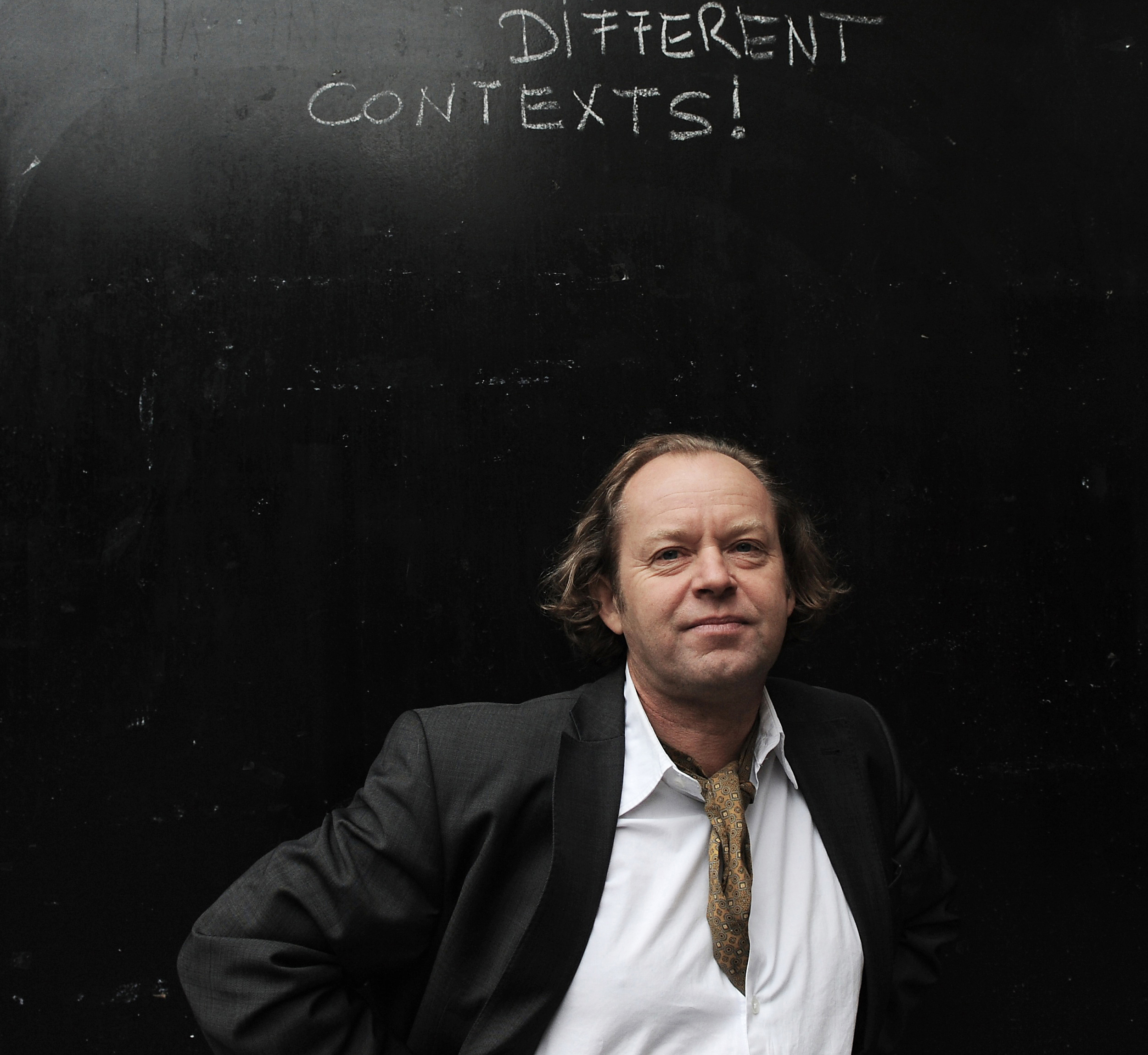
Max Rieder, 2009

Maximilian Manfred Rieder (Eigenschreibweise maxRIEDER; * 12. Oktober 1957 in Salzburg) ist ein österreichischer Architekt, Urbanist und Ingenieurkonsulent für Kulturtechnik und Wasserbau, sowie ausgebildeter Mediator. Seine Jugend wurde von den Weltkulturerbelandschaften und Altstadträumen Salzburgs geprägt. Er lebt und arbeitet in Salzburg und Wien und hat seit den 1980er Jahren zahlreiche praktische wie theoretische Arbeiten realisiert.
Max Rieder ist verheiratet und hat drei Kinder.

## Ausbildung
Max Rieder entstammt Familiengenerationen von Tischler- und Stuckateurmeistern aus dem Salzburger Raum. Nach dem Besuch der HTL für Hochbau in der Altstadt von Salzburg (1972–1977) studierte Rieder Kulturtechnik und Wasserwirtschaft an der Universität für Bodenkultur in Wien (1977 bis 1984 Dipl.-Ing.), sowie Architektur an der Universität für angewandte Kunst in Wien (1980 bis 1986, Mag.-arch.) in der Meisterklasse für Architektur bei Hans Hollein.
Seine Malerei wurde mehrfach an der Internationalen Sommerakademie für Bildende Kunst Salzburg von Gotthard Graubner ausgezeichnet. Seit 1984 ist er Danträger des Olympiasportes Taek-Won-Do und unterrichtete viele Jahre am Universitätssportzentrum Wien.

## Künstlerische Haltung
Über die technische, naturwissenschaftliche und künstlerische Sphären hinaus sieht Rieder seine Arbeit als Beitrag für eine offenere humanere Gesellschaft. Die Wechselwirkungen von menschlicher Gestalt, kulturellen Einflüssen sowie elementaren, formenden Kräften generieren das riedersche Gestaltungsuniversum. Das Wasser in seinen Aggregatzuständen (Wasserkörper) als formbildende Kraft wird in seiner Arbeit spür- und wahrnehmbar. Die Arbeiten zeigen die Wechselwirkung zwischen Landschaft, Bauwerk und sozialer, aneignungsfähiger Skulptur auf, welche den örtlichen Kontext in einen manifestartigen Charakter transformiert. Die Verweigerung der eindeutigen Interpretierbarkeit ist werkimmanent.
Die Zuordnung Soziale Kunst für seine Arbeiten bezieht sich auf das prozessuale Entstehen und radikalem Transformieren von Zusammenhängen.
Seine kritischen, im Rahmen öffentlicher Vorträge geäußerten Statements wie „Alles ist Landschaft“ (Bad Ischl 1994), „Architektur ist eine soziale Kunst, Stadt ein soziales Kunstwerk“ (Wien 1998) offenbaren seine singuläre Haltung gegenüber der sonst geübten Architektur.
Durch seine interdisziplinäre Ausbildung ist ihm ein systemischer Denkansatz eigen, der sich auf seine technischen, naturwissenschaftlichen und künstlerischen Grundlagen stützt. Dadurch schafft er sich Freiräume, in denen er sich gängigen Stilfragen und Kategorisierungen zu entziehen imstande ist.

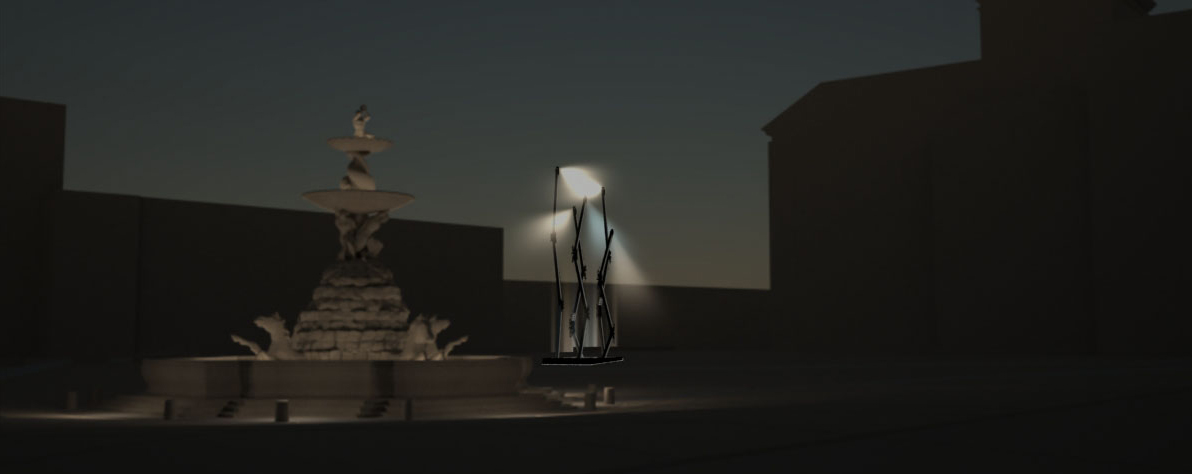
Mahnmal Bücherverbrennung, Residenzplatz Salzburg (Projekt 2007)

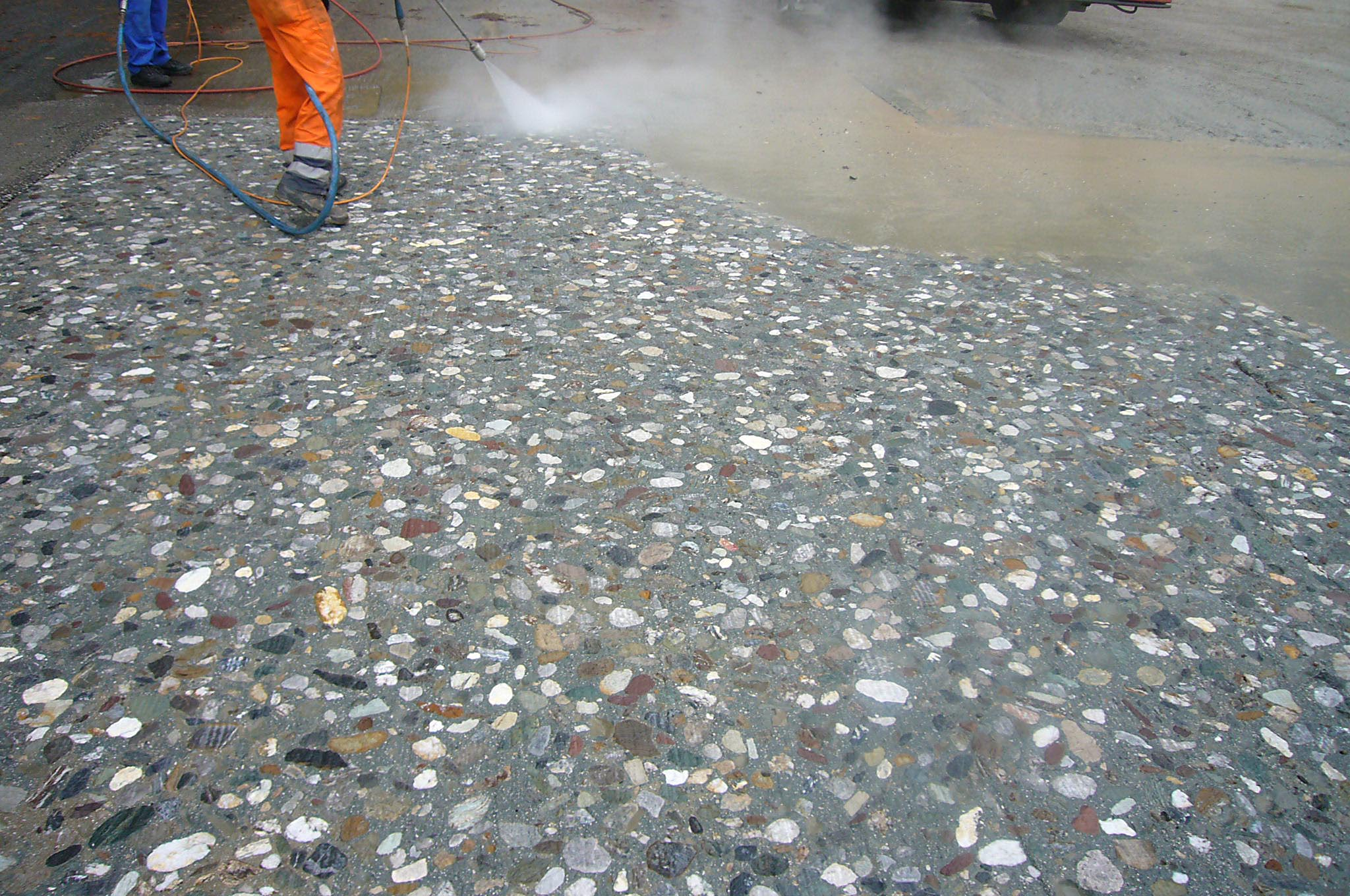
Musterfläche mit Salzachkieselsteinen nach dem originalen Vorbild auf dem Residenzplatz

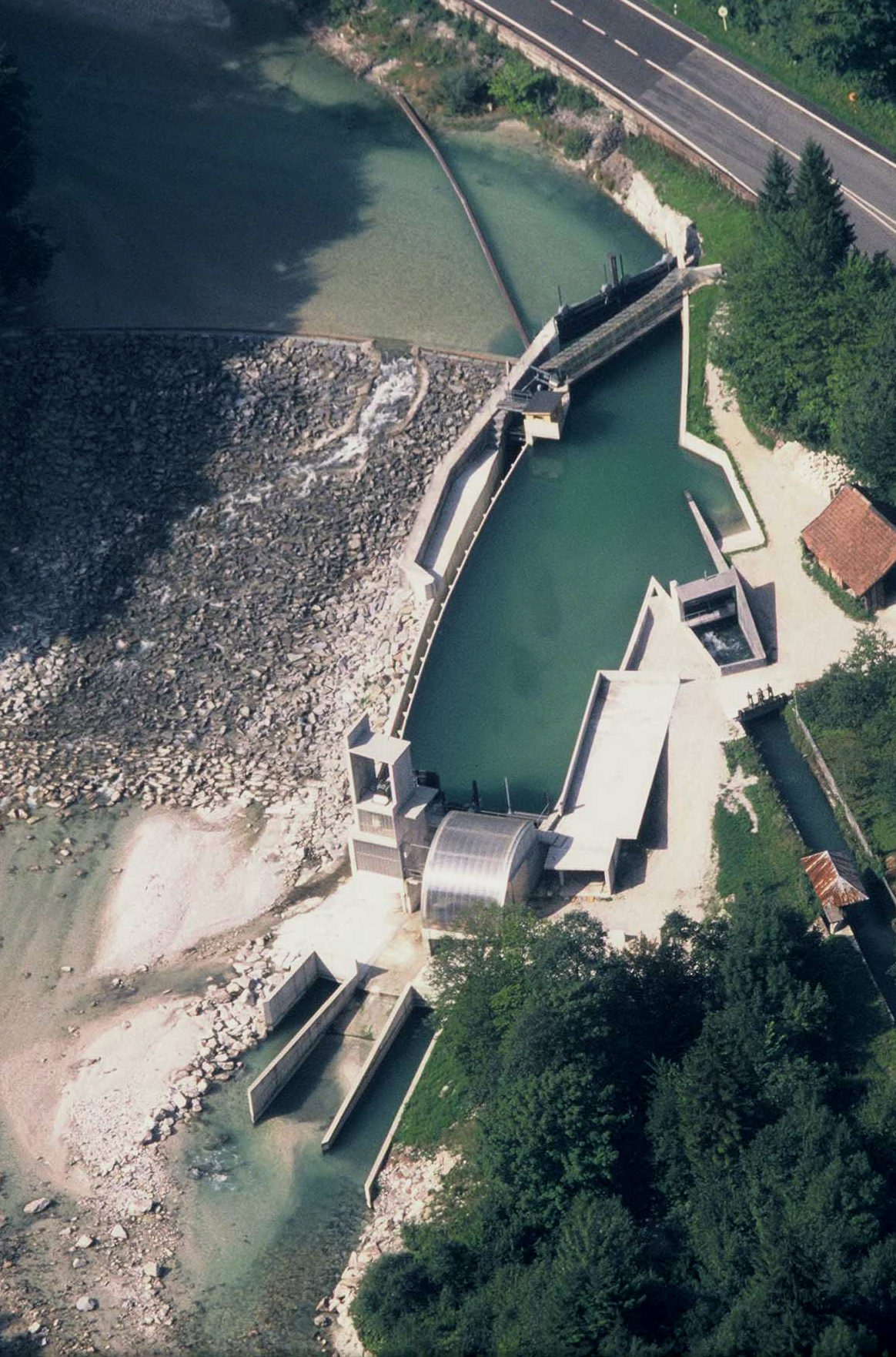
Kraftwerk Hangenden Stein, Grödig 1992

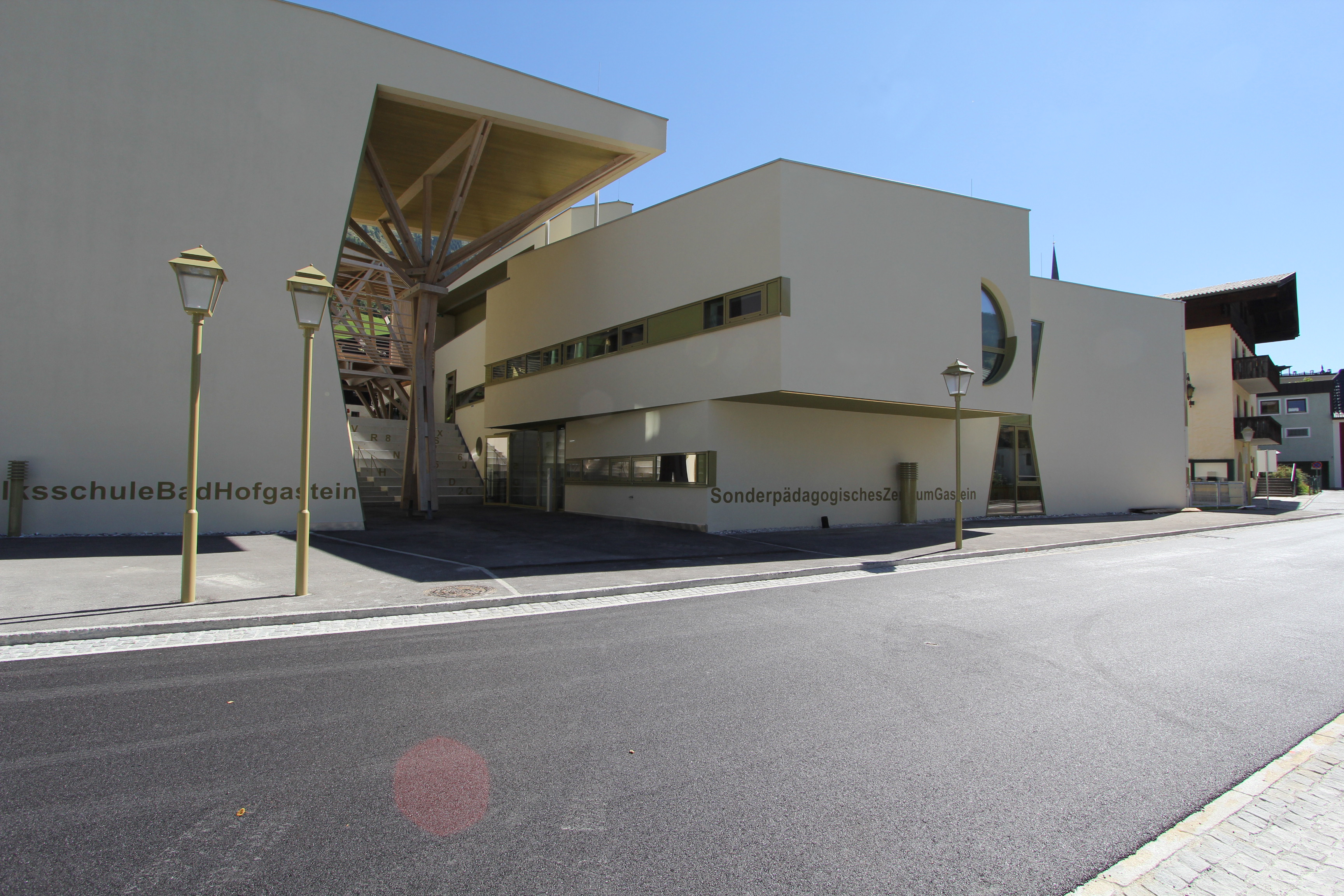
Schule Bad Hofgastein

### Neugestaltung Residenzplatz
2007 konnte Rieder in der Projektgemeinschaft knittels.büro einen internationalen Wettbewerb für die Neugestaltung des Salzburger Residenzplatzes gewinnen. Dieser Entwurf baut auf einem städtebaulichen Konzept von Vincenzo Scamozzi auf. Nach umfangreichen Musterflächen und der Erprobung eines „Kunstkonglomerates“ für die weiträumig neu aufgespannte, komplexe Platzfläche wurden die Planungen 2009 aus politisch-wahltaktischen Gründen für eine Nachdenkpause ruhend gestellt. Diesen Nachdenkprozess betraf auch eine vorgeschlagene Lichtskulptur als dynamisch-bewegliches Mahnmal zur einzigen Bücherverbrennung des Nationalsozialismus auf österreichischem Boden. Die Lichtskulptur hätte sich aus der Platzfläche temporär und choreographisch entfaltet und wäre biennalemäßig von Künstlern unterschiedlich programmiert worden. Diese Aufarbeitung und ständige Reflexion steht jedoch noch an.

## Berufstätigkeit
Seit Abschluss der Studien arbeitet Rieder ausschließlich freiberuflich und selbstständig, sowie in wechselnden, bereichernden projektbezogenen Arbeitsgemeinschaften.
1992 gründet er sein eigenes Atelier mit Sitz in Salzburg und Wien. Um die Salzburger Architekturszene machte er sich unter anderem als Gründungsmitglied der INITIATIVE Architektur Salzburg, auf Bundesebene durch sein Engagement im ersten österreichischen Baukulturreport, vor allem aber als Architekt originärer Bauten verdient. Sein Werk umfasst ein breites Spektrum, vom avantgardistischen Einfamilienhaus über öffentliche Bauten, wie Kindergarten und Schulen, Infrastruktur- und Wasserkraftwerksbauten, sowie von Landschaftsgestaltung bis hin zu großmaßstäblichen Stadtentwicklungsprojekten.
Rieder ist auch als Autor städtebaulicher Studien und theoretischer Forschungen aktiv. 2001–2003 gehörte er als Mitbegründer der Gruppe S.T.A.U. Städtebau-Architektur-Urbanismus an. Ab 2002 leitete er mobilerort.at und slowfuture.com, eine von ihm initiierte transdisziplinäre Forschungsgruppe für städtebauliche Fragestellungen. Rieder wirkt seither als Mediator im Rahmen großer Bau- & Stadtentwicklungsprojekte. 2004 gründete er mediare.net, das Institut für Bau- und Planungsmediation in Wien. 2005 wurde er in den Beirat für Architektur, Mode und Design des österreichischen Bundesregierung berufen. 2006 war er Co-Autor des ersten österreichischen Baukulturreportes, moderierte und fungierte als Enquetesprecher im österreichischen Nationalrat. Zahlreiche künstlerische, architekturpolitische und stadtplanerische Initiativen wurden seither moderiert.
Rieder berät österreichische Gemeinden und Städte in städtebaulichen und gestalterischen Fragen. Unter anderem die Städte Feldkirch, Krems an der Donau, Salzburg, Innsbruck, Retz und Wien im Rahmen der Teilnahme an Gestaltungsbeiräten und Jurien. Bei Langfang-City, für AOMEI Realestate (Hebei, Peking) entwickelte er 2009 mit RTW-L einen komplexen Masterplan für 240.000 m² Mischnutzflächen.
Seit 2013 ist er Mitdenker der von Wolf D. Prix und dem Quer-Magazin getragenen Initiative „Wien wohin?“, im selben Jahr initiierte er den Online-Blog „www.kooperativerraum.at“.

## Lehr- und Vortragstätigkeit
Seit 1994 lehrt Rieder an unterschiedlichen Universitäten als Gastprofessor, Hochschullehrer oder Lehrbeauftragter, so auf der Universität für Musik und darstellende Kunst – Mozarteum in Salzburg, der Universität für Angewandte Kunst in Wien (1995–2004), als Lehrbeauftragter für Städtebau und Stadtplanung in den Architekturstudios von Wilhelm Holzbauer, Hans Hollein, Wolf D. Prix und Zaha Hadid. Dazu an der Technischen Universität Wien (Gebäudelehre 1998, Städtebau 2002, 2008, Wohnbau 2012–2013). 2015 lehrt Rieder am Institut für Kunst und Architektur der Akademie der bildenden Künste Wien zum Thema 'Ökologie, Nachhaltigkeit und kulturelles Erbe'. Dazu kommen zahlreiche Vortragstätigkeiten und Teilnahmen an Symposien im europäischen Ausland.

## Teilnahme an Gruppenausstellungen
- Das Gold des AzW. DIE SAMMLUNG Architektur Zentrum Wien 2013
- ANGEWANDTE_NEU, MAK-Galerie, Universität der angewandten Kunst, MAK Wien 2012
- Maßstab 1:1 Architektur im Selbstversuch, liquid frontiers, kunsthaus mürz 2007/2008
- Reserve der Form, Künstlerhaus Wien 2004
- Sketches Skizzen zu Architektur und Tirol, Architekturforum Tirol 2004
- Varius, Multiplex, Multiformis, Gustavo Vilarino / Museo Nacional De Bellas Artes, Buenos Aires, 2001; 7. La Biennale di Venezia, 2000
- DAM, Deutsches Architekturmuseum Frankfurt 1994
- Wien-Möbel, Wiener Sezession 1989

## Auszeichnungen und Stipendien
- 1982, 1983: Preis der internationalen Sommerakademie für Bildende Kunst Salzburg
- 1984: Josef Frank-Preis für „In welchem Style sollen wir bauen“, Österreichische Gesellschaft für Architektur ÖGFA
- 1987: Josef Frank-Preis für Diplomarbeit „Interdisziplinäre Projektagentur“, Österreichische Gesellschaft für Architektur ÖGFA
- 1988: Karl Scheffl-Preis
- 1989: Europan Preis Anerkennung Projekt Rauchmühle Salzburg
- 1989: Großer Österreichischer Wohnbaupreis (Umbau 12,1990 Österreichische Gesellschaft für Architektur, ÖGFA)
- 1989: Rom-Stipendium, Förderungspreis des Bundesministeriums für Unterricht und Kunst
- 1992: Großer Österreichischer Betonpreis für Wasserkraftwerk Hangenden Stein
- 1993: Staatspreis für industrielle und gewerbliche Bauten für Wasserkraftwerk Hangenden Stein
- 1995: Otto Wagner Städtebaupreis, Würdigung für Masterplan „Süssenbrunn- anStadt“
- 2000: Architekturpreis des Landes Salzburg (Preisträger für Kindergarten Aigen)
- 2002: Architekturpreis des Landes Salzburg (Anerkennung mit anderen für Wohnanlage Oasis)
- 2004: Otto Wagner Städtebaupreis, Würdigung mit anderen für Hochhausstudie Innsbruck
- 2007: Otto Wagner Städtebaupreis für Transparadiso und andere für das Projekt Raum : Werk : Lehen, Salzburg, dem der Masterplan StadtWerk (2004) von Max Rieder zugrunde lag
- 2014: Europäischer Betonpreis. Kategorie Ingenieursbauten. ECSN Award – Civil Engineering: Wasserkraftwerk Sohlstufe Salzach

## Ausgewählte Werke und Stadtentwicklungen
- Wasserkraftwerk Sohlstufe Salzburg-Stadt mit Erich Wagner für Salzburg AG (2007–2013)
- kooperativer Masterplan Hauptbahnhof Wien – Sonnwendviertel mit ARTEC-Denk-GasparinMeier-Lainer-Vlay (2012)
- Volksschule und Sonderpädagogisches Zentrum Bad Hofgastein (2011–2012)
- Sanierung und Umbau Salzburger Rathaus, Passage und Treppenatrium mit Erich Wagner (2011–2012)
- Neugestaltung Residenzplatz (Salzburg) mit knittels.büro (ab 2007, unterbrochen seit 2009)
- bewegliche Lichtskulptur Residenzplatz – Mahnmal zur Bücherverbrennung der Nationalsozialisten 1938 in Salzburg (2007- unterbrochen seit 2009)
- Masterplan Flugfeld Aspern (Seestadt Aspern), Wien mit Axis-Ingenieure, Andrea Cejka, Jourdan-Müller PAS, Kordina, Schultheiss, Scheiffinger (2006)
- Masterplan Stadtwerkeareal Salzburg (2004) mit slowfuture.com
- Hochhausstudie Innsbruck (Leitung) mit Caruso, Czech, Jourdan-Müller PAS, Pirker, Köberl (2002–2003) mit slowfuture.com
- Wohnanlage Oasis Steinerstraße, Salzburg mit RTW (Rieder, Wolfgang Tschappeller, Hans Peter Wörndl) (1998–2000 teilweise verändert)
- S 1 – Landschaftsplanung Wiener Außenring Schnellstraße mit Anna Detzlhofer (1996–2006)
- Kindergarten Aigen X Salzburg (1992–1998)
- Sozialer Mietwohnbau Schopperstraße, Salzburg (1994)
- Gaisbergbahn für Stadterholung energieautarke Studie (Wind, Wasser) Salzburg (1987) mit Wolfgang Peter
- Hochhausstudie Wien mit Coop Himmelb(l)au, Synthesis, RTW (1990–1991)
- Wasserkraftwerk Hangenden Stein, Königsseeache Grödig/St. Leonhard (1989–1991)
- Hybridhaus Glanegg, Grödig (1989)
- Wohnanlage Wittgenstein Neuwaldeggerstraße Wien mit RTW (Rieder, Wolfgang Tschappeller, Hans Peter Wörndl) (1986–1988)
- Wasserkraftwerk Sohlstufe Lehen

## Film
- Max Rieder, Der Körper der Stadt, Filmdokumentation einer Zeichenperformance im Rahmen von 'urbo kune', Klangforum Wien, November 2014, Michael Hierner 2014.[9]
- Max Rieder, Kraftwerk Sohlstufe Salzach, Vortragsmitschnitt Architekturfestival TurnOn, Radiokulturhaus Wien, März 2014, Raumfilm 2014.
- Max Rieder, Schulzentrum Bad Hofgastein, Vortragsmitschnitt Architekturfestival TurnOn, Radiokulturhaus Wien, März 2013, Raumfilm 2013.
- Max Rieder, Wolfgang Richter „strangeness&movement“ Begehungen des öffentlichen Raumes, Salzburg 2008[10]
- Max Rieder, Lichtskulptur als Politikum, bewegliches Mahnmal zur Bücherverbrennung 30. April 1938 am Residenzplatz Salzburg 2007[11]